# João Cláudio Colling
João Cláudio Colling (Harmonia, 24 de junho de 1913 — Passo Fundo, 3 de setembro de 1992) foi um bispo católico brasileiro.

## Vida
Nasceu em 24 de junho de 1913, na localidade de Harmonia, na época, terceiro distrito do município de Montenegro, no Rio Grande do Sul. Seus pais foram João Colling e Maria Hartmann Colling. Depois dos estudos elementares feitos em sua terra natal, matriculou-se, em 1925, no Seminário Menor de São Leopoldo, onde, em seis anos, absorveu os estudos secundários. Estudou Filosofia e Teologia no Seminário Central, também em São Leopoldo.

## Presbiterato
Foi ordenado sacerdote por Dom João Batista Becker, aos 10 de agosto de 1937, na cripta da Catedral Metropolitana de Porto Alegre. No período de 13 anos, exerceu o sacerdócio na Arquidiocese de Porto Alegre, ocupando os seguintes cargos: vigário da Paróquia Menino Deus e da Paróquia São Geraldo, pároco da Paróquia Nossa Senhora da Glória, Assistente Arquidiocesano dos homens da Ação Católica, Assistente Arquidiocesano da Juventude Feminina Católica, Vice-diretor das obras da nova Catedral, Capelão das Filhas de Maria Imaculada, 1° secretário da comissão central organizadora do 5° Congresso Eucarístico Nacional, e pároco da Catedral. Durante vários anos foi também diretor da Hora Católica, programa radiofônico oficial da Arquidiocese de Porto Alegre.

## Episcopado
Eleito bispo titular de Corone e Auxiliar de Dom Antônio Reis, Bispo da Diocese de Santa Maria, foi ordenado na Catedral Metropolitana de Porto Alegre, por Dom Alfredo Vicente Cardeal Scherer, em 29 de janeiro de 1950, assumindo suas funções em Santa Maria, na data de 5 de março daquele mesmo ano. Recebeu, como encargo principal, a organização da Diocese de Passo Fundo, em território desmembrado da Diocese de Santa Maria. Para desincumbir-se dessa tarefa, fixou residência em Passo Fundo, no Rio Grande do Sul. No dia 10 de março de 1951, o Papa Pio XII criou a nova Diocese de Passo Fundo, e em 23 do mesmo mês, Dom Cláudio foi nomeado seu primeiro bispo. Instalada a diocese, em 22 de julho de 1951, Dom Cláudio dirigiu-a durante 30 anos.

### Realizações na Diocese de Passo Fundo
Fundou quatro seminários, uma Casa de Retiro, a Rádio Planalto, a Faculdade de Filosofia, hoje integrada na Universidade local, o Patronato de Menores, reorganizou a Fundação Lucas de Araújo, organizou a Assistência Social Leão XIII e a nova diocese de Erexim.

### Realizações na Arquidiocese de Porto Alegre
Em 29 de agosto de 1981 foi nomeado Arcebispo da Arquidiocese de Porto Alegre pelo Papa João Paulo II. Assumiu o cargo em 6 de dezembro daquele ano, sucedendo ao Cardeal Alfredo Vicente Scherer.
Terminou as obras da Catedral Metropolitana, adquiriu o grandioso Centro de Pastoral, no Bairro Floresta em Porto Alegre, construiu o Lar Sacerdotal para os sacerdotes idosos e doentes, junto ao Seminário São José em Gravataí, visitou diversas vezes todos os sacerdotes e paróquias da Arquidiocese de Porto Alegre, e idealizou e encaminhou a construção de um Santuário Arquidiocesano dedicado à padroeira da Arquidiocese e da cidade de Porto Alegre, Mãe de Deus, nos altos do Morro da Glória em Porto Alegre.
Em 1982 promulgou o Regimento das Paróquias da Arquidiocese de Porto Alegre. Em abril de 1987 foi também promulgado o Estatuto das Paróquias da Arquidiocese de Porto Alegre, sendo reeditado e reformulado em 15 de setembro de 1990.
Quanto a questões pastorais, uma de suas últimas atribuições foi o IX Plano de Pastoral da Arquidiocese de Porto Alegre para a década de 90 (1990-2000), chamado de Plano de Pastoral sobre a Nova Evangelização, promulgado no dia 2 de março de 1991.
Por seus problemas de saúde, aos 15 de março de 1989 foi nomeado um Arcebispo Coadjutor, Dom Altamiro Rossato, CSsR, que colaborou com o Arcebispo Metropolitano em seus últimos anos de episcopado em Porto Alegre.
Depois de liberado dos encargos do Arcebispado, Dom Cláudio continuou a dedicar-se vivamente pelo Santuário Mãe de Deus (no dia 16 de agosto de 1992 foi lançada a Pedra Fundamental do futuro santuário, com a presença do Cardeal Joachim Meisner, foi uma das últimas celebrações da vida de Dom Cláudio, que participou da missa que aconteceu em cima de um caminhão), e por um centro para recuperação e revalorização de garotas prostituídas, o Lar Marta e Maria, em Porto Alegre. Em 17 de julho de 1991, o Papa João Paulo II aceitou o seu pedido de renúncia, sendo que fora feito por Dom Cláudio, em 24 de junho de 1988.
Dom João Cláudio Colling, faleceu às 10 horas do dia 3 de setembro de 1992, no Hospital São Vicente de Paulo, na cidade de Passo Fundo, no Rio Grande do Sul.

## Lema e Brasão
- Lema: ILLUM OPORTET CRESCERE  “É preciso que Ele cresça… e que eu diminua” (Jo 3, 30). Espelha-se, neste escudo, todo um programa de vida: Uma coisa só é de absoluta necessidade para nós e o mundo: que sejamos salvos por Cristo, que nos santifiquemos. Santidade é crescimento de Cristo em nós. Para alcançarmos a salvação, é necessário que Cristo nos ilumine e que a verdadeira piedade eucarística oriente nossa vida. Este crescimento do reinado de Cristo em nós e na Arquidiocese, simbolizada pelas coxilhas verdejantes, se alcança pela devoção e proteção da Mãe celeste, Maria Santíssima.
- Brasão: Sobre as ondulações verdejantes dos pampas sulinos brilha o céu azul, lembrando o manto materno da padroeira da Catedral e da Cidade de Porto Alegre, Nossa Senhora Mãe de Deus. No céu azul aparece a cruz dourada, que recorda nossa redenção e o cruzeiro do sul, característica sidérea de nossa pátria. No centro, o sol prateado com o monograma de Cristo, a expandir raios luminosos, simbolizando a realeza de Cristo e sua presença na Eucaristia.

## Ordenações Episcopais
Dom Cláudio ordenou os seguintes bispos:
1. José Gomes (1961)
2. Laurindo Guizzardi, CS (1982)
3. Luiz Demétrio Valentini (1982)
4. José Mário Stroeher (1983)
5. Thadeu Gomes Canellas (1984)
6. Itamar Navildo Vian, OFMCap (1984)
7. Adélio Tomasin, PSDP (1988)
8. Osvino José Both, (1990)